# Only One Road
Only One Road è una canzone della cantante canadese Céline Dion, tratta dal suo terzo album in studio in lingua inglese, The Color of My Love (1993), scritta da Peter Zizzo e prodotto da Ric Wake. Il brano fu pubblicato come quarto singolo promozionale nell'ottobre 1994 in Nord America, Regno Unito, Spagna e Australia, e nel luglio 1995 in paesi europei selezionati.

## Contenuti, videoclip musicale e successo commerciale
Il brano fu interamente scritto da Peter Zizzo, musicista e cantautore americano. Per la promozione del singolo fu realizzato un videoclip musicale in bianco e nero, diretto da Greg Masuak e pubblicato nel 1995.
Il singolo fu pubblicato insieme ad un'altra traccia, Calling You, una cover del brano della cantante americana Jevetta Steele. Questa canzone fu pubblicata nel 1987 e fu utilizzata come tema del film Bagdad Café. Céline Dion registrò la sua versione durante i concerti della sua tournée del 1994, The Colour of My Love Tour. In Europa Only One Road fu pubblicato in due versioni, la prima contenente oltre al singolo i brani Calling You e L'amour existe encore, mentre la seconda versione includeva due remix del brano Misled (MK Mix, MK Dub Mix) e la versione Club Mix di Love Can Move Mountains.
Only One Road ebbe un discreto successo in Europa, mentre in Nord America riuscì a raggiungere la posizione numero uno solo nella classifica canadese Adult Contemporary. Il singolo raggiunse la top ten nel Regno Unito e in Irlanda; in entrambi i paesi arrivò all'ottava posizione.
In seguito la canzone fu inserita nelle raccolte dei successi della Dion, The Collector's Series, Volume One (2000) e My Love: Ultimate Essential Collection (2008).
Larry Flick di Billboard descrisse il singolo una "ballata pop luccicante", elogiando anche la "perfetta gamma da soprano" di Céline che "si adatta magnificamente in questa contagiosa e appropriatamente drammatica composizione."

## Interpretazioni dal vivo
Céline Dion cantò dal vivo il singolo Only One Road durante la promozione dell'album The Colour of My Love. Nel 1994 si esibì in una puntata di The Tonight Show with Jay Leno e fu ospite di Brian Conley nello show britannico, The Brian Conley Show. Nel 1995 Céline interpretò il singolo nel famoso programma australiano Hey Hey It's Saturday. Nel maggio dello stesso anno la Dion cantò il brano anche durante il programma televisivo musicale britannico Top of the Pops. Only One Road fece parte della scaletta del The Colour of My Love Tour tenutosi tra il 1994 e il 1995. Il brano fu cantato anche durante il Falling into You: Around the World della stessa Dion.

## Formati e tracce
CD Singolo (Australia) (Epic: 662054 2)
1. Only One Road – 4:48 (Peter Zizzo)
2. L'amour existe encore – 3:50 (testo: Luc Plamondon – musica: Riccardo Cocciante)
3. Calling You (Live At The Olympia, Paris) – 4:04 (Bob Telson)

CD Singolo Promo (Europa) (Epic: XPCD642)
1. Only One Road (Radio Edit) – 3:50 (Zizzo)
2. Only One Road (Breakfast Edit) – 3:00 (Zizzo)

CD Singolo (Europa) (Columbia: COL 661450 1)
1. Only One Road – 4:48 (Zizzo)
2. Calling You (Live At The Olympia, Paris) – 4:04 (Telson)

CD Singolo (Europa; Regno Unito) (Columbia: COL 661450 2; Epic: 661353 2)
1. Only One Road – 4:48 (Zizzo)
2. L'amour existe encore – 3:50 (testo: Plamondon – musica: Cocciante)
3. Calling You (Live At The Olympia, Paris) – 4:04 (Telson)

CD Maxi Singolo (Europa; Regno Unito) (Columbia: COL 661450 5; Epic: 661353 5)
1. Only One Road – 4:48 (Zizzo)
2. Misled (MK Mix) – 6:41 (Zizzo, Jimmy Bralower)
3. Love Can Move Mountains (Club Mix) – 5:30 (Diane Warren)
4. Misled (MK Dub Mix) – 7:57 (Zizzo, Bralower)

CD Singolo Promo (Stati Uniti) (Sony 550 Music: BSK 77661)
1. Only One Road – 4:48 (Zizzo)

MC Singolo (Regno Unito) (Epic: 661353 4)
1. Only One Road – 4:48 (Zizzo)
2. Calling You (Live At The Olympia, Paris) – 4:04 (Telson)

MC Singolo (Stati Uniti) (Sony 550 Music: 36T 77661)
1. Only One Road – 4:48 (Zizzo)
2. The Power of Love (Live At The Olympia, Paris)) – 4:36 (testo: Jennifer Rush, Mary Susan Applegate – musica: Candy de Rouge, Gunther Mende)

## Classifiche

### Classifiche settimanali
| Classifica (1994-1995)                                 | Posizione massima raggiunta |
| ------------------------------------------------------ | --------------------------- |
| Australia (ARIA)                                       | 23                          |
| Belgio Fiandre (Ultratop 50 Singles)                   | 17                          |
| Belgio Vallonia (Ultratop 50 Singles)                  | 19                          |
| Canada (RPM 100 Hit Tracks)                            | 15                          |
| Canada (RPM Adult Contemporary Tracks)                 | 1                           |
| Irlanda (IRMA)                                         | 8                           |
| Islanda (Íslenski Listinn)                             | 11                          |
| Paesi Bassi (Dutch Top 40)                             | 4                           |
| Paesi Bassi (Single Top 100)                           | 40                          |
| Regno Unito (Official Singles Chart Top 100)           | 8                           |
| Scozia (Official Scottish Singles Sales Chart Top 100) | 5                           |
| Stati Uniti (Billboard Hot 100)                        | 93                          |
| Stati Uniti (Billboard Hot Adult Contemporary Tracks)  | 27                          |

### Classifiche di fine anno
| Classifica (1994)                                      | Posizione |
| ------------------------------------------------------ | --------- |
| Canada (RPM Top 100 A/C Tracks of 1994)                | 85        |
| Classifica (1995)                                      | Posizione |
| Belgio Fiandre (Ultratop jaaroverzichten 1995)         | 87        |
| Canada (RPM Top 100 Adult Contemporary Tracks of 1995) | 68        |

## Crediti e personale
Registrazione
- Registrato e mixato ai Cove City Sound Studios di Glen Cove (NY)

Personale
- Arrangiato da - Rich Tancredi, Ric Wake
- Musica di - Peter Zizzo
- Produttore - Ric Wake
- Programmato da - Simon Franglen
- Testi di - Peter Zizzo

## Cronologia di rilascio
| Paese       | Data | Formato           |
| ----------- | ---- | ----------------- |
| Australia   | 1994 | CD                |
| Europa      | 1995 | CD                |
| Regno Unito | 1994 | CD • Musicassetta |
| Spagna      | 1994 | CD                |
| Stati Uniti | 1994 | Musicassetta      |

## Cover di altri interpreti
La canzone è stata interpretata anche dal cantante e attore statunitense Billy Porter e inclusa nella compilation pubblicata da Human Rights Campaign, Love Rocks (2005).